# Chelakina
Chelakina là một chi bướm ngày thuộc họ Lycaenidae.